# Danh sách chương truyện Bleach (1-187)
Dưới đây là danh sách 187 chương truyện đầu tiên, được chia thành 21 tập tankobon của bộ manga Bleach, được viết và minh họa bởi Tite Kubo.

## Danh sách tập truyện
| - 1. "Death & Strawberry" - 2. "Starter" - 3. "Head-Hittin'" - 4. "Why Do You Eat It?" - 5. "Blinda Blinda" - 6. "Microcrack." - 7. "The Pink Cheeked Parakeet" |

| - 8. "Chase Chad Around" - 9. "Monster and a Transfer (Struck Down)" - 10. "Monster and a Transfer, Part 2 (The Deathberry)" - 11. "Back. (Leachbomb or Mom)" - 12. "The Gate of the End" - 13. "BAD STANDARD" - 14. "School Daze!!!" - 15. "Jumpin' Jack, Jolted" - 16. "Wasted but Wanted" |

| - 17. "6/17" - 18. "6/17 op. 2 Doesn't Smile Much Anymore" - 19. "6/17 op. 3 Memories in the Rain" - 20. "6/17 op. 4 A Face From the Past" - 21. "6/17 op. 5 A Fighting Boy" (戦う少年 "Tatakau Shōnen") - 22. "6/17 op. 6 A Battle in the Graveyard" - 23. "6/17 op. 7 Sharp Will, Dull Blade" (意志は鋭し、刃は鈍し "Ishi wa Surudoshi, Yaiba wa Nibushi") - 24. "6/17 op. 8 One-Sided Sympathy" - 25. "6/17 op. 9 A Fighting Boy 2" (戦う少年2 "Tatakau Shōnen 2") (The Cigarette Blues Mix) |

| - 26. "Paradise is Nowhere" - 27. "Spirits Aren't Always With Us" - 28. "Symptom of Synesthesia" - 29. "Stop That, Stupid!!" - 30. "Second Contact (it was beyond the scope of our understanding)" - 31. "Heroes Can Save You" - 32. "A Hero is Always With Me?" - 33. "Rockin' Future 7" - 34. "Quincy Archer Hates You" |

| - 35. "Will You Be My Enemy?" - 36. "They Died for Vengeance" (我ら、報復の為に死に至りて Warera, Hōfuku no Tame ni Shi ni Itarite) - 37. "Crossing the Rubicon" - 38. "Bent" - 39. "Rightarm of the Giant" - 40. "Grow?" - 41. "Princess & Dragon" - 42. "Princess & Dragon Part 2: The Majestic" - 43. "Princess & Dragon Part 3: Six Flowers" |

| - 44. "Awaken to the Threat" - 45. "Point of Purpose" - 46. "Karneades ~ Back-to-Back" - 47. "Back-to-Back ~ Tearing Sky" - 48. "Menos Grande" (メノスグランデ) - 49. "Unchained." - 50. "Quincy Archer Hates You Part 2" (Blind but Bleed Mix) - 51. "Death 3" - 52. "Needless Emotions" |

| - 53. "Nice to meet you. (I will beat you.)" - 54. "The Nameless Boy" (名も訊けぬ子供 "Na mo Kikenu Kodomo") - 55. "Shut" - 56. "Broken Coda" - 57. "July Rain, Interrupted" - 58. "Blank" - 59. "Lesson 1: One Strike! + Jailed at Home" - 60. "Lesson 1-2: Down!!" - 61. "Lesson 2: Shattered Shaft" |

| - 62. "Lesson 2-2: Bad Ending in The Shaft" - 63. "Lesson 2-3: Inner Circle Breakdown" - 64. "Back in Black" - 65. "Collisions" - 66. "The Blade and Me" - 67. "End of Lessons" - 68. "The Last Summer Vacation" (最後の夏休み "Saigo no Natsuyasumi") - 69. "25:00 Gathering" - 70. "Where Hollows Fear To Tread" |

| - 71. "Intruderz" - 72. "The Superchunk" - 73. "Ax Storm" - 74. "Amputation" - 75. "Crimson Rain" (血雨 "Chi Ame") - 76. "Boarrider Comin'" - 77. "My Name is Ganju" (俺様の名はガンジュ "Ore-sama no Na wa Ganju") - 78. "Meet 'em in the Basement" - 79. "Fourteen Days for Conspiracy" |

| - 80. "The Shooting Star Project" - 81. "Twelve-Tone Rendezvous" - 82. "Conflictable Composition" - 83. "Come with Me" - 84. "The Shooting Star Project 2 (Tattoo On The Sky)" - 85. "Intruderz 2 (Breakthrough the Roof Mix)" - 86. "Making Good Relations, Ok?" - 87. "Dancing With Spears" - 88. "So Unlucky We Are" - 88.5. "Karakura Superheroes" |

| - 89. "Masterly! And Farewell!" - 90. "See You Under the Fireworks" - 91. "Der Freischütz King" ("KING OF FREISCHÜTZ") - 92. "Masterly! And Farewell! (Reprise)" - 93. "Steer For the Star" - 94. "A Jail Called Remorse" ("Gaol Named Remorse") - 95. "Crush" - 96. "Bloodred Conflict" - 97. "Talk About Your Fear" - 98. "A Star And A Stray Dog" (星と野良犬 "Hoshi to Norainu") |

| - 99. "Dead Black War Cloud" - 100. "Flower on the Precipice" (それは岩壁の花に似て Sore wa Ganpeki no Hana ni Nite) - 101. "Split Under the Red Stalk" - 102. "Nobody Beats" - 103. "Dominion" - 104. "The Undead" - 105. "Spring, Spring, Meets the Tiger" - 106. "Cause to Confront" - 107. "Heat in Trust" - 0.8. "A Wonderful Error" |

| - 108. "A Time to Scare" ("Time For Scare") - 109. "Like A Tiger Trying Not to Crush the Flowers" (花を踏まぬ虎のように "Hana o Fumanu Tora no Yō Ni") - 110. "The Dark Side of the Universe" ("Dark Side of Universe") - 111. "Black & White" - 112. "The Undead 2 (Rise & Rage)" ("The Undead 2 (Rise & Craze)") - 113. "The Undead 3 (Closing Frantica)" - 114. "Everything Relating to the Crumbling World" (崩れゆく世界のすべてについて "Kuzureyuku Sekai no Subete ni Tsuite") - 115. "Remnant" |

| - 116. "White Tower Rocks" - 117. "Remnant 2 (Deny the Shadow)" - 118. "Supernal Tag" - 119. "Secret of the Moon" - 120. "Shake Hands with Grenades" - 121. "In Sane We Trust" - 122. "Don't Lose Your Grip" - 123. "Pledge My Pride" ("Pledge My Pride To") |

| - 124. "Crying Little People" - 125. "Insanity & Genius" - 126. "The Last of a Void War" - 127. "Beginning of the Death of Tomorrow" - 128. "The Great Joint-Struggle Union" - 129. "Suspicion (of Assassination)" - 130. "Suspicion 2 (of Tears)" - -17. "Prelude for the Straying Stars" (逸れゆく星々の為の前奏曲 "Hagureyuku Hoshiboshi no Tame no Zensōkyoku") |

| - 131. "The True Will" - 132. "Creeping Limit" - 133. "Memories in the Rain 2: Nocturne" ("Memories in the Rain 2: The Nocturne") - 134. "Memories in the Rain 2, op.2: Longing for Sanctuary" - 135. "Memories in the Rain 2, op.3: Affected by the Night" - 136. "Memories in the Rain 2, op.4: Night of Wijnruit" - 137. "Surrounding Clutch" - 138. "Private Thoughts" ("Individual Thoughts") - 139. "Drowsy, Bloody, Crazy" |

| - 140. "Bite at the Moon" - 141. "Kneel to the Baboon King" - 142. "To Those Capturing the Moon" (月を捉うものへ告ぐ "Tsuki o Torau Mono e Tsugu") - 143. "Blazing Souls" - 144. "Rosa Rubicundior, Lilio Candidior" - 145. "Shaken" - 146. "Demon Loves the Dark" - 147. "Countdown to the End: 3 (Blind Light, Deaf Beat)" - 148. "Countdown to the End: 2 (Lady Lennon~Frankenstein)" - 149. "Countdown to the End: 1 (Only Mercifully)" |

| - 150. "Countdown to the End: 0" - 151. "The Deathberry Returns" ("Deathberry Returns") - 152. "The Speed Phantom" - 153. "Empty Dialogue" - 154. "Flash Master" ("God of Flash") - 155. "Redoundable Deeds/Redoubtable Babies" - 156. "Welcome to Purgatory" - 157. "Cat and Hornet" - 158. "Sky Leopardess" |

| - 159. "Long Way to Say Goodbye" - 160. "Battle on Guillotine Hill" - 161. "Scratch the Sky" - 162. "Black Moon Rising" - 163. "The Speed Phantom 2 (Denial by Pride, Contradiction by Power)" - 164. "The One Who Changed the World" - 165. "The Dark Side of the Universe 2" ("Dark Side of Universe 2") - 166. "Black & White 2" - 167. "The Burial Chamber" - 168. "Behind Me, Behind You" |

| - -12.5. "Blooming Under a Cold Moon" - 169. "End of Hypnosis" - 170. "End of Hypnosis2 (The Galvanizer)" - 171. "End of Hypnosis3 (The Blue Fog)" - 172. "End of Hypnosis4 (Prisoners in Paradise)" - 173. "End of Hypnosis5 (Standing to Defend You)" - 174. "End of Hypnosis6 (The United Front)" - 175. "End of Hypnosis7 (Truth Under My Strings)" - 176. "End of Hypnosis8 (the Transfixion)" - 177. "End of Hypnosis9 (Encompassed)" - 178. "No One Stands On the Sky" |

| - 179. "Confession in the Twilight" - 180. "Something in the Aftermath" - 181. "And the Rain Left Off" - 182. "Get Back from the Storm (Trigger for a New Concerto)" - 183. "Eyes of the unknown" - 184. "Hush" - 185. "Be My Family or Not" - 186. "Tell Your Children the Truth" - 187. "The Cigar Blues, Part Two" |

## Liên kết
- Website chính thức của Bleach Lưu trữ ngày 5 tháng 2 năm 2011 tại Wayback Machine (bằng tiếng Nhật)
- Website Shonen Jump Bleach Lưu trữ ngày 4 tháng 9 năm 2018 tại Wayback Machine